# Вирф
Вирф (рум. Vârf) — село у повіті Бузеу в Румунії. Входить до складу комуни Неєнь.
Село розташоване на відстані 81 км на північний схід від Бухареста, 25 км на захід від Бузеу, 124 км на захід від Галаца, 92 км на південний схід від Брашова.

## Населення
За даними перепису населення 2002 року у селі проживали 192 особи, з них 191 особа (99,5%) румунів. Рідною мовою 191 особа (99,5%) назвала румунську.